# PJ Ladd
Patrick John Ladd, ameriški poklicni rolkar, * 11. januar 1983, Rockland, Massachusetts, ZDA.
Bolje znan kot PJ Ladd je Ladd dosegel slavo v svetu rolkanja po izidu rolkarskega filma rolkarske trgovine Coliseum, PJ Ladd's Wonderful Horrible Life. Njegov položaj na rolki je regular. Trenutno snema za naslednja filma podjetij Plan B in éS, pojavil pa se bo tudi v novi video igri Electronic Arts, SKATE.

### Sponzorska zgodovina
- Plan B (2005 - )
- DC (2008 - )
- Fourstar (??? - )
- Diamond (??? - )
- Hubba (??? - )
- Coliseum (??? - )
- Venture (??? - )
- Bones (2007 - )
- éS (2002–2008)
- Flip (??? - 2005)
- Element (??? - ???)

### Videografija
- éSpecial (éS, 2007)
- Super Champion Fun Zone (Fourstar, 2005)
- Boston Massacre (Coliseum, 2004)
- King of the Road 2003 (Thrasher, 2003)
- Really Sorry (Flip, 2003)
- PJ Ladd's Wonderful Horrible Life (Coliseum, 2002)
- Project of a Lifetime (Monkey Business, 2001)